# 어벤저 (1998년 영화)
《어벤저》(영어: The Avengers)는 미국에서 제작된 제러마이아 S. 체칙 감독의 1998년 풍자 첩보 액션 코미디 영화이다. 레이프 파인스, 우마 서먼 등이 출연하였고, 제리 와인트라우브 등이 제작에 참여하였다.

## 줄거리
비밀 요원 존 스티드와 기상학자 엠마 필 박사는 부처(The Ministry)로 소환된다. 그들은 코드명 마더라는 스파이 마스터를 만나는데, 그는 날씨에 영향을 미치려는 프로스페로 프로젝트가 필에 의해 방해받았다고 말한다. 필 박사는 자신이 무죄라고 주장하고, 진범을 찾기 위해 스티드와 함께 일하게 된다. 마더의 부사령관인 파더는 필이 해리성 정체성 장애를 겪고 있다고 주장한다. 두 사람은 전 부처 과학자였던 어거스트 드 윈터 경을 방문한다. 그는 필과 날씨에 대한 사랑을 공유하여 필에게 즉시 호감을 느낀다.
스티드와 필은 특별한 기계로 인공적으로 열이나 비를 만들어내는 사업체인 원더랜드 웨더(Wonderland Weather)로 단서를 따라갔고, 그곳에서 곰 인형 옷을 입은 두 명의 시체를 발견한다. 드 윈터가 이끄는 비밀 조직의 구성원들은 모두 자신들의 신분을 위장하기 위해 곰 인형 옷을 입는다. 그러나 그들 중 한 명은 필과 똑같이 생겼다. 스티드는 필을 구하기 위해 제시간에 도착하고, 그 복제 인간은 지붕에서 뛰어내려 사라진다.
스티드와 필은 드 윈터의 저택으로 그를 방문하러 가지만, 기계 벌들의 공격을 받는다. 늙은 부처 요원 앨리스가 그들이 도망치는 것을 돕지만, 드 윈터는 필을 붙잡아 약물을 투여하고 최면을 건다. 드 윈터가 나중에 한눈을 팔자 필은 탈출을 시도하지만, 현기증을 느끼고 저택의 끊임없이 변하는 평면도 때문에 갇히게 된다. 필사적으로 그녀는 벽을 부수고 나아가고, 그곳에서 스티드가 그녀를 의식을 잃은 채 발견하고 구조한다. 스티드의 아파트에서 필은 깨어나고 스티드에게 해고된다. 그러나 필은 파더에게 체포되고, 스티드는 부처 내부의 인물인 인비저블 존스를 방문하여 원더랜드 웨더에서 발견된 지도의 의미를 조사한다.
클론을 포함한 실패한 유전 실험 사진을 본 후 (다른 엠마 필이 클론임을 밝히는), 스티드는 파더가 드 윈터와 협력하고 있다고 판단한다. 파더와 필의 클론은 필을 기절시키지만, 마더에게 맞서 그를 무력화시킨다. 프로스페로를 사용하여 날씨를 조종하는 드 윈터는 세계 지도자들에게 날씨를 조종할 수 있으며 그들이 막대한 비용으로 자신에게서 날씨를 사야 할 것이라고 자랑한다. 그는 그들에게 자정까지의 최후통첩을 보낸다.
파더와 클론은 필을 열기구로 데려가고, 그곳에서 필은 의식을 되찾고 눈보라 속에서 탈출한다. 열기구가 원더랜드 웨더 간판과 충돌하면서 파더와 클론은 죽는다. 재회한 스티드와 필은 키스를 나눈다. 존스는 드 윈터가 비밀 섬에서 프로스페로 기기를 사용하고 있다고 판단하고, 필과 스티드는 그를 막기 위해 그곳으로 간다. 필은 런던 상공에 허리케인이 형성되는 순간 프로스페로 장치를 해체한다. 스티드는 드 윈터와 결투하고 자신의 지팡이로 그를 찔러, 드 윈터는 강력한 번개에 의해 산산조각 난다. 기지가 자폭하는 순간 두 사람은 탈출하고, 건물 옥상에서 마더와 재회한다.

## 출연진
- 레이프 파인스
- 우마 서먼
- 숀 코너리
- 짐 브로드벤트
- 피오나 쇼
- 에디 이자드
- 아일린 앳킨스
- 카먼 이조고
- 킬리 호스
- 패트릭 맥니

## 기타 제작진
- 배역: 수지 피기스
- 미술: 스튜어트 크레이그
- 의상: 앤서니 파월

## 우리말 녹음
SBS 성우진 (2001년 4월 6일)
- 강구한 - 스티브(레이프 파인스)
- 윤소라 - 필 박사(우마 서먼)
- 유강진 - 오거스트 경(숀 코너리)
- 노민 - 머더(짐 브로드벤트)
- 최문자 - 파더(피오나 쇼)
- 김은영 - 앨리스(아일린 앳킨스)
- 장승길 - 존스 요원(패트릭 맥니)
- 탁원제
- 박소라
- 엄태국